# إيلاريا بيانكي
إيلاريا بيانكي (ولدت في 6 يناير 1990) هي سباحة أولمبية إيطالية، شاركت في دورة الألعاب الأولمبية الصيفية 2008 ، وتأهلت لظهورها الأولمبي الثاني في لندن 2012، والثالث في ريو دي جانيرو 2016. في جميع الألعاب الأولمبية الثلاثة ، شاركت في سباق 100 متر فراشة و 4 × 100 متر تتابع متنوع.كانت أفضل نتيجة لها على المستوى الفردي هي الخامسة في دورة الألعاب الأولمبية الصيفية 2012، في حين أنهى فريق التتابع الإيطالي المتنوع 4 × 100 متر المركز الثامن في أولمبياد 2016. شاركت في الألعاب الأولمبية الصيفية 2020، في سباق 100 متر فراشة. في بطولة الألعاب المائية الأوروبية 2022، احتلت المركز الرابع في منافسة الفرق.